# Муред
Муре́д (фр. Mourède) — коммуна во Франции, находится в регионе Юг — Пиренеи. Департамент — Жер. Входит в состав кантона Оз. Округ коммуны — Кондом.
Код INSEE коммуны — 32294.

## География

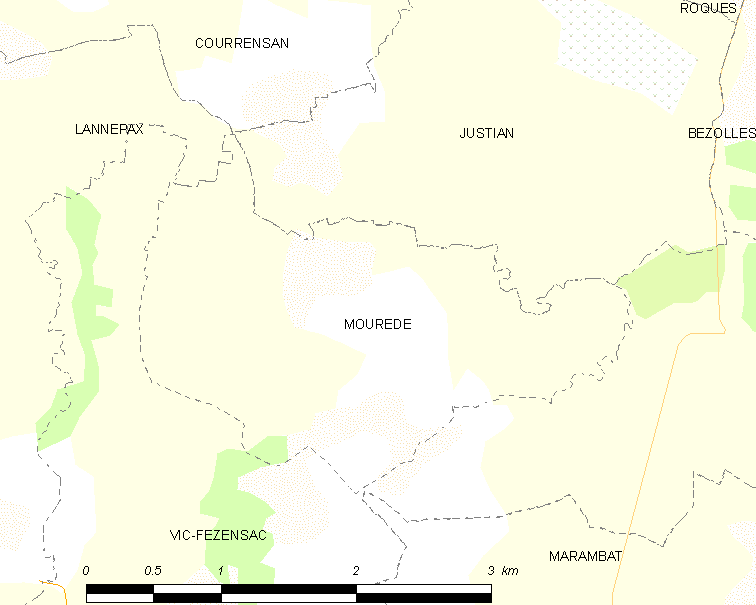
Карта коммуны

Коммуна расположена приблизительно в 590 км к югу от Парижа, в 95 км западнее Тулузы, в 29 км к северо-западу от Оша.
На востоке коммуны протекает река Ос.

## Климат
Климат умеренно-океанический. Лето жаркое и немного дождливое, температура часто превышает 35 °С. Зимой часто бывает отрицательная температура и ночные заморозки. Годовое количество осадков — 700—900 мм.

## Население
Население коммуны на 2010 год составляло 84 человека.
| 1962 | 1968 | 1975 | 1982 | 1990 | 1999 | 2010 |
| ---- | ---- | ---- | ---- | ---- | ---- | ---- |
| 93   | 90   | 95   | 80   | 80   | 69   | 84   |

## Администрация
| Период | Период | Фамилия       | Партия | Примечания |
| ------ | ------ | ------------- | ------ | ---------- |
| 2001   | 2008   | Пьер Агю      |        |            |
| 2008   | 2020   | Филипп Кантан |        |            |

## Экономика
В 2010 году среди 47 человек трудоспособного возраста (15-64 лет) 26 были экономически активными, 21 — неактивными (показатель активности — 55,3 %, в 1999 году было 70,5 %). Из 26 активных жителей работали 24 человека (16 мужчин и 8 женщин), безработных было 2 (0 мужчин и 2 женщины). Среди 21 неактивных 4 человека были учениками или студентами, 11 — пенсионерами, 6 были неактивными по другим причинам.

## Достопримечательности
- Церковь Св. Орана
- Замок Борденёв